# (3790) Raywilson
(3790) Raywilson ist ein Asteroid des Hauptgürtels, der am 26. Oktober 1937 von dem deutschen Astronomen Karl Wilhelm Reinmuth an der Landessternwarte Heidelberg-Königstuhl der Universität Heidelberg entdeckt wurde.
Der Asteroid wurde auf Vorschlag von Lutz D. Schmadel mit Unterstützung der Landessternwarte Heidelberg-Königstuhl nach dem englischen Physiker Raymond Wilson (1928–2018) benannt, der bekannt ist für seine Entwürfe optischer Systeme für Großteleskope. Die Benennung erfolgte zur Pensionierung Wilsons.